# Фаговар
Фагова́р (от др.-греч. φαγεῖν «пожирать» + лат. varietas «изменяющийся») или фаготи́п — внутривидовая систематическая категория, разновидность штамма микроорганизмов, отличающаяся от других вариантов этого же вида по спектру чувствительности к типовым фагам. Часто используется для характеристики патогенных микроорганизмов.